# Caleb Folan
Caleb Folan (* 26. Oktober 1982 in Leeds, England) ist ein ehemaliger irischer Fußballspieler.

## Spielerkarriere

### National
Caleb Folan begann seine Fußball-Karriere 2001 beim englischen Traditionsverein Leeds United, für den er zwei Jahre lang spielte, ohne je in einem Ligaspiel eingesetzt zu werden. In seinem ersten Jahr wurde er gleich zweimal verliehen, wobei er bei beiden Leihvereinen zusammen siebenmal zum Einsatz kam. Während der Restzeit seines Vertrags konnte er die Verantwortlichen von United nicht auf sich aufmerksam machen, so dass er 2003 seine Heimatstadt Leeds verließ, um beim unterklassigen FC Chesterfield anzuheuern.
Im April 2006 musste er sich einer Operation am Knie unterziehen. Im Oktober 2006 erzielte er das Siegtor gegen West Ham United in der dritten Runde des League Cups.
Nachdem er bei Chesterfield sehr gute Leistungen gezeigt hatte, wechselte er für 500.000 Pfund im Januar 2007 zu der Premier-League-Mannschaft Wigan Athletic. Am 30. Januar 2007 gab er sein Debüt und erzielte knapp einen Monat später sein erstes Tor. Innerhalb der Mannschaft spielte er eine wichtige Rolle beim Erreichen des Klassenerhalts. Dennoch wurde er kurz vor Transferschluss zu Beginn der Saison 2007/2008 an den Zweitligisten Hull City verkauft. Diese ließen sich die Dienste Folans 1 Mio. Pfund kosten.
Mit Hull City, für das er als Leihspieler 2001 schon einmal gespielt hatte, erreichte Folan am Saisonende den Aufstieg in die Premier League.
Am 16. März 2011 wechselte er zu den Colorado Rapids in die Major League Soccer. Dort spielte er zum ersten Mal am 26. März 2011. Am 3. April erzielte sein erstes Tor. Am 3. Februar 2012 trennten sich Folan und die Rapids voneinander.
Am 29. Februar 2012 wechselte Folan nach einem Probetraining zu Birmingham City. Aufgrund einer Verletzung absolvierte er kein Spiel für die Blues und seit Vertrag wurde am Ende der Saison nicht verlängert.
Am 1. Dezember 2012, nach seiner langen Verletzung, wechselte er zum T-Team FC in die Malaysia Super League. Nachdem er in 10 Spielen kein Tor erzielt hatte, verließ Folan den Klub am 27. März 2013.
Zurück in England, unterzeichnete Folan am 28. September 2013 einen Drei-Monats-Vertrag bei Bradford City. Er verließ den Club am 26. Dezember 2013 wieder.
Nach fast einem Jahr als vereinsloser Spieler, wechselte er Anfang 2015 zum Kanbawza FC, die in der Myanmar National League spielen.

### International
Durch seine irischen Großeltern bekam Folan die irische Staatsangehörigkeit und wurde am 15. März 2008 erstmals für ein Länderspiel des Landes berufen. Von den irischen Fans hörte man Unmutsbekundungen über seine Nominierung, da man lieber gebürtige Iren im Nationalteam haben wollte. Folan konnte wegen einer Verletzung ohnehin nicht das folgende Länderspiel bestreiten. Insgesamt absolviert er von 2008 bis 2009 sieben Länderspiele.

## Erfolge
- 2007/2008 – Aufstieg in die Premier League mit Hull City.